# 水郷つくば農業協同組合
水郷つくば農業協同組合（すいごうつくばのうぎょうきょうどうくみあい、通称:JA水郷つくば）は茨城県内にある農業協同組合。

## 概要
2019年（平成31年）2月1日に土浦農業協同組合（JA土浦）、竜ケ崎農業協同組合（JA竜ケ崎）、茨城かすみ農業協同組合（JA茨城かすみ）の県南3農協が統合して発足した、貯金残高・正組合員数において県内2位の農業協同組合である。JA土浦はレンコン、JA竜ケ崎は トマト・大根、JA茨城かすみはコシヒカリ・マッシュルームの生産に特色ある農協であった。新名称に「つくば」が含まれたのは、つくば市農業協同組合などとのさらなる合併を視野に入れていることによる。
2018年8月25日に茨城県知事の大井川和彦ら立会いのもと合併契約を調印したが、存続農協となるJA竜ケ崎の臨時総代会において合併の承認に必要な3分の2以上の賛成が得られず否決されたため、合併が危ぶまれた。その後、総代会の否決を受け合併賛成の正組合員らが正組合員の5分の1を超える1500人以上の署名を集め、理事会に提出し決議されたことで9月24日に開催された臨時総会において3分の2以上の賛成があり、一転して合併議案は可決されるという紆余曲折があった。
新JAの本店はJA土浦本店に置き、JA竜ケ崎本店、JA茨城かすみ本店、JA土浦にそれぞれ地区本部を設けた。
2020年4月13日、本店を土浦市小岩田西1丁目1番11号に移転した。

## 営業区域
- 土浦市、龍ケ崎市、牛久市、かすみがうら市、利根町、阿見町、美浦村